# Pullin-Groom
Pullin-Groom is een historisch Brits merk van motorfietsen.
De bekende constructeur/coureur Cyril Pullin bouwde van 1920 tot 1923 scooter-achtige motorfietsen met open frame. Vanaf 1921 kregen deze 216 cc eencilinder tweetaktmotoren met automatische smering en twee versnellingen. De motor was liggend in het onderste deel van het frame gemonteerd.